# Australische schijnpaapjes
Australische schijnpaapjes is een voormalige familie van vogels uit de orde zangvogels. Tegenwoordig worden de soorten geslachten ingedeeld bij de familie Meliphagidae.

## Taxonomie
- Geslacht Ashbyia
  - Woestijnschijnpaapje (Ashbyia lovensis)
- Geslacht Epthianura
  - Maskerschijnpaapje (Epthianura albifrons)
  - Oranje schijnpaapje (Epthianura aurifrons)
  - Geel schijnpaapje (Epthianura crocea)
  - Scharlaken schijnpaapje (Epthianura tricolor)